# Покажчики напрямків та інформаційно-вказівні знаки

Покажчик напрямків

Покажчики напрямків та інформаційно-вказівні знаки — дорожні знаки для надання інформації про розташування водія або можливих пунктів призначення, підкатегорія розділу «G» Віденської конвенції про дорожні знаки і сигнали. Конвенція не визначає розмірів, кольорів, умовних позначень та розташування таких знаків.